# Dragan Šarac
Dragan Šarac (Servisch: Драган Сарац) (Ruma, 27 september 1975) is een linksbenige voetballer met de Servische nationaliteit. Op dit moment speelt hij voor Spartak Zlatibor Voda, uitkomende in de Servische Superliga. Šarac heeft 7 interlands achter zijn naam staan.
Sloven Ruma was de eerste club van Šarac, een club in een van de lagere divisies van het toenmalige Joegoslavië. In 1995 werd hij professioneel voetballer door een contract te tekenen bij FK Obilic. Hij speelde in totaal vijf seizoenen voor FK Oblic en won in seizoen 1997/98 de nationale titel met die club. In de zomer van 2000 maakte hij de stap naar het buitenland door een contract te tekenen bij het Oostenrijkse Austria Wien. Na twee jaar in Wenen te hebben gevoetbald, kwam Šarac nog één seizoen (2002/03) uit voor SV Pasching, om daarna terug te keren naar Servië. Rode Ster Belgrado werd voor twee seizoenen de werkgever van Šarac, met deze club won hij in seizoen 2003/04 de Servische 'dubbel'. In mei 2005 tekende Šarac een 2-jarig contract bij inmiddels zijn derde Oostenrijkse club; Sturm Graz. 
Afgelopen seizoen (2005/06) speelde Dragan Šarac 33 competitiewedstrijden waarin hij als aanvallende linkervleugelverdediger 5 maal wist te scoren en 7 maal een assist gaf. Sturm Graz eindigde op de 7e plaats in de nationale competitie.

## Clubstatistieken
| seizoen    | club                  | land                  | competitie          | duels | goals |
| ---------- | --------------------- | --------------------- | ------------------- | ----- | ----- |
| 1995/96    | FK Obilic             | Joegoslavië           | Meridian Superliga  | 31    | 3     |
| 1996/97    | FK Obilic             | Joegoslavië           | Meridian Superliga  | 29    | 3     |
| 1997/98    | FK Obilic             | Joegoslavië           | Meridian Superliga  | 29    | 3     |
| 1998/99    | FK Obilic             | Joegoslavië           | Meridian Superliga  | 22    | 7     |
| 1999/00    | FK Obilic             | Joegoslavië           | Meridian Superliga  | 25    | 3     |
| 2000/01    | Austria Wien          | Oostenrijk            | T-Mobile Bundesliga | 32    | 1     |
| 2001/02    | Austria Wien          | Oostenrijk            | T-Mobile Bundesliga | 26    | 1     |
| 2002/03    | SV Pasching           | Oostenrijk            | T-Mobile Bundesliga | 32    | 4     |
| 2003/04    | Rode Ster Belgrado    | Servië en Montenegro  | Meridian Superliga  | 29    | 1     |
| 2004/05    | Rode Ster Belgrado    | Servië en Montenegro  | Meridian Superliga  | 8     | 0     |
| 2005/06    | SK Sturm Graz         | Oostenrijk            | T-Mobile Bundesliga | 33    | 5     |
| 2006/07    | SK Sturm Graz         | Oostenrijk            | T-Mobile Bundesliga | 28    | 1     |
| 2006/07    | SK Sturm Graz II      | Oostenrijk            | Regionalliga Mitte  | 2     | 0     |
| 2007/08    | FK Vojvodina          | Servië                | Meridian Superliga  | 11    | 0     |
| 2008/09    | FK Laktaši            | Bosnië en Herzegovina | Premijer Liga       | 1     | 0     |
| 2008/09    | Spartak Zlatibor Voda | Servië                | Prva Liga           | 8     | 0     |
| 2009/10    | Spartak Zlatibor Voda | Servië                | Meridian Superliga  | 25    | 1     |
| 2010/11    | Spartak Zlatibor Voda | Servië                | Meridian Superliga  | 24    | 0     |
| Bijgewerkt | 04-05-2011            |                       |                     |       |       |